# Leionema hillebrandii
Leionema hillebrandii là một loài thực vật có hoa trong họ Cửu lý hương. Loài này được (J. H. Willis) Paul G. Wilson mô tả khoa học đầu tiên năm 1998.